# ويليام هنري جليسون (سياسي)
ويليام هنري جليسون (بالإنجليزية: William Henry Gleason)‏ هو سياسي أمريكي، ولد في 28 سبتمبر 1833، وتوفي في 21 فبراير 1892. حزبياً، نشط في الحزب الجمهوري. وقد انتخب عضو جمعية ولاية نيويورك.